# Cattedrali in Libano
Questa è una lista delle cattedrali presenti in Libano.

## Cattedrali cattoliche

### Chiesa maronita
| Cattedrale                       | Arcidiocesi o Diocesi                 | Località | Immagine |
| -------------------------------- | ------------------------------------- | -------- | -------- |
| Cattedrale di Bkerké             | Patriarcato di Antiochia dei maroniti | Bkerké   |          |
| Cattedrale di Sant'Elia          | Arcieparchia di Antélias              | Antelias |          |
| Cattedrale di San Giorgio        | Arcieparchia di Beirut dei Maroniti   | Beirut   |          |
| Cattedrale di San Michele        | Arcieparchia di Tripoli dei Maroniti  | Tripoli  |          |
| Cattedrale maronita di Tiro      | Arcieparchia di Tiro dei Maroniti     | Tiro     |          |
| Cattedrale di Santo Stefano      | Eparchia di Batrun                    | Batrun   |          |
| Cattedrale di San Giovanni Marco | Eparchia di Jbeil                     | Byblos   |          |
| Cattedrale di Sant'Elia          | Eparchia di Sidone                    | Sidone   |          |

### Chiesa cattolica greco-melchita
| Cattedrale                                     | Arcidiocesi o Diocesi                        | Località  |
| ---------------------------------------------- | -------------------------------------------- | --------- |
| Cattedrale di Sant'Elia                        | Arcieparchia di Beirut e Jbeil               | Beirut    |
| Cattedrale di San Tommaso                      | Arcieparchia di Tiro dei melchiti            | Tiro      |
| Cattedrale di Nostra Signora della Liberazione | Arcieparchia di Zahleh e Furzol dei melchiti | Zahleh    |
| Cattedrale di San Pietro                       | Arcieparchia di Baniyas                      | Marjayoun |
| Cattedrale di San Nicola                       | Arcieparchia di Sidone dei melchiti          | Sidone    |
| Cattedrale di San Giorgio                      | Arcieparchia di Tripoli dei melchiti         | Tripoli   |
| Cattedrale di Santa Barbara                    | Arcieparchia di Baalbek                      | Baalbek   |

### Chiesa armeno-cattolica
| Cattedrale                                                    | Arcidiocesi o Diocesi               | Località  | Immagine |
| ------------------------------------------------------------- | ----------------------------------- | --------- | -------- |
| Cattedrale patriarcale dei Santi Elia e Gregorio Illuminatore | Patriarcato di Cilicia degli Armeni | Bzoummar  |          |
| Cattedrale dei Santi Elia e Gregorio Illuminatore             | Arcieparchia di Beirut degli Armeni | Beirut    |          |
| Cattedrale di San Giuseppe                                    | Eparchia di Kamichlié               | Kamichlié |          |

### Chiesa cattolica sira
Cattedrale dell'Annunciazione, Eparchia di Beirut dei Siri, Beirut

### Chiesa cattolica romana
Cattedrale Crociata di Tiro, Tiro

### Chiesa cattolica caldea
Cattedrale dell'Arcangelo Raffaele, Eparchia di Beirut dei Caldei, Beirut

## Chiesa apostolica armena
| Cattedrale                              | Diocesi                                   | Città    | Immagine |
| --------------------------------------- | ----------------------------------------- | -------- | -------- |
| Cattedrale di San Gregorio Illuminatore | Catolicosato della Grande Casa di Cilicia | Antelias |          |

## Chiesa greco-ortodossa di Antiochia
- Cattedrale di San Giorgio, Arcieparchia ortodossa di Beirut, Beirut
- Cattedrale di San Giorgio, Tripoli
- Cattedrale di San Nicola, Zahle